# Lacinipolia rubicunda
Lacinipolia rubicunda är en fjärilsart som beskrevs av Embrik Strand 1917. Lacinipolia rubicunda ingår i släktet Lacinipolia och familjen nattflyn. Inga underarter finns listade i Catalogue of Life.